# Skaly Roborovskogo
Die Skaly Roborovskogo (englische Transkription von russisch Скалы Роборовского Skaly Roborowskowo) sind eine Gruppe von Felsvorsprüngen im ostantarktischen Mac-Robertson-Land. Sie ragen westlich des Mount Stinear im südlichen Teil der Prince Charles Mountains auf.
Russische Wissenschaftler benannten sie. Der Namensgeber ist nicht überliefert.